# Ruskprick

August Strindbergs målning Stormigt hav. Ruskprick (1892).

Ruskprick eller Kvastprick är en rödmålad äldre typ av sjömärke (prick), bestående av en upprättstående stör med en eller flera kvastar/ruskor i toppen.
Kvastpricken användes för att markera mindre grund och de försvann 1965 när Sjöfartsverket tog fram ett nytt utprickningssystem.